# Boris Focșa
Boris Focșa (n. 10 mai 1968) este un fost Ministru al Culturii din Republicii Moldova, care a îndeplinit funcția între anii 2009 - 2013.